# نظرية-كي
في الرياضيات، تعتبر نظرية-كي، بالمعنى التقريبي، دراسة حلقة تولدها حزمة شعاعية على فضاء طوبولوجي أو مخطط. في الطوبولوجيا الجبرية، إنها نظرية مشتركة تعرف باسم نظرية-كي الطوبولوجية. في الجبر والهندسة الجبرية، يشار إليها باسم نظرية-كي الجبرية. إنها أيضًا أداة أساسية في مجال جبر المؤثرات. يمكن اعتبارها دراسة أنواع معينة من ثوابت المصفوفات الكبيرة.